# Əmirzeyidli
Əmirzeyidli (o anche Əmirzeydli o Amirzeitli) è un comune dell'Azerbaigian situato nel distretto di Beyləqan. Conta una popolazione di 887 abitanti.